# لويزا هورتون
لويزا هورتون (بالإنجليزية: Louisa Horton Hill)‏ هي ممثلة أمريكية، ولدت في 20 سبتمبر 1920 في بكين في الصين، وتوفيت في 25 يناير 2008 في Lillian Booth Actors Home ‏ في الولايات المتحدة.

## وصلات خارجية
- لويزا هورتون على موقع IMDb (الإنجليزية)
- لويزا هورتون على موقع قاعدة بيانات برودواي على الإنترنت (الإنجليزية)
- لويزا هورتون على موقع قاعدة بيانات الفيلم (الإنجليزية)